# 84342 Rubensdeazevedo
84342 Rubensdeazevedo è un asteroide della fascia principale. Scoperto nel 2002, presenta un'orbita caratterizzata da un semiasse maggiore pari a 2,2334889 au e da un'eccentricità di 0,1363756, inclinata di 6,31977° rispetto all'eclittica.